# FK Jelgava
El FK Jelgava es un club de fútbol letón con sede en Jelgava. Fue fundado en 2004 mediante la fusión de dos equipos y juega en la Virsliga, máxima categoría nacional.

## Historia
El actual FK Jelgava surgió en 2004 de la fusión de dos equipos de la localidad: el RAF Jelgava y el FK Viola, ambos en segunda división. Tiempo atrás, el RAF Jelgava —llamado así por la Fábrica de Autobuses de Riga— había ganado dos ligas de la RSS de Letonia (1988 y 1989), pero los problemas económicos le llevaron a la refundación.
El nuevo equipo tardó seis años en retornar a la máxima categoría, tras quedar primero en la edición de 2009. En 2010 dio la sorpresa con la consecución de la Copa de Letonia, luego de derrotar al FK Jūrmala en la final por 6:5 en la tanda de penaltis. Sin embargo, sus actuaciones en Liga se limitaban a asegurar la permanencia.
Bajo las órdenes del entrenador Vitālijs Astafjevs, el FK Jelgava se proclamó campeón de la Copa de Letonia durante tres años consecutivos (2014, 2015 y 2016). Y en el torneo doméstico de 2016 firmaron la mejor posición de su historia: un subcampeonato, a tan solo cuatro puntos del Spartaks Jūrmala.

## Palmarés
| Competición         | Títulos                                | Subcampeonatos |
| ------------------- | -------------------------------------- | -------------- |
| Virslīga (0)        | -                                      | 2016           |
| Copa de Letonia (4) | 2009-2010, 2013-14, 2014-15, 2015-2016 | -              |

## Participación en competiciones europeas
| Temporada | Torneo             | Ronda            | Club              | Casa | Visita | Global  |
| --------- | ------------------ | ---------------- | ----------------- | ---- | ------ | ------- |
| 2014–15   | UEFA Europa League | Clasificatoria 1 | Rosenborg         | 0–2  | 0–4    | 0–6     |
| 2015-16   | UEFA Europa League | Clasificatoria 1 | PFC Litex Lovech  | 1–1  | 2–2    | 3–3 (a) |
| 2015-16   | UEFA Europa League | Clasificatoria 2 | FK Rabotnički     | 1–1  | 0–2    | 1–3     |
| 2016–17   | UEFA Europa League | Clasificatoria 1 | Breiðablik        | 2–2  | 3–2    | 5–4     |
| 2016–17   | UEFA Europa League | Clasificatoria 2 | Slovan Bratislava | 3–0  | 0–0    | 3–0     |
| 2016–17   | UEFA Europa League | Clasificatoria 3 | Beitar Jerusalem  | 1–1  | 0–3    | 1–4     |
| 2017-18   | UEFA Europa League | Clasificatoria 1 | Ferencváros TC    | 0-1  | 0-2    | 0-3     |